# Teneguía
De Teneguía is een vulkaan in de gemeente Fuencaliente de la Palma aan de zuidpunt van het eiland La Palma in de provincie Santa Cruz de Tenerife in de Spaanse regio de Canarische Eilanden.
De vulkaan, dicht tegen de toeristisch veel sterker geëxploiteerde San Antonio-vulkaan gelegen, was tot de uitbarsting van de Cumbre Vieja in 2021 de laatste vulkaan die uitbarstte op Spaanse bodem, van 26 oktober tot 28 november 1971.

## Beklimming
De Teneguíavulkaan kan beklommen worden vanuit het gemeentelijke centrum Los Canarios, doorgaans via het dorpje Los Quemados. De route is echter slecht aangeduid. Op de top heeft men een imposant panorama van oceaan links, vooraan en rechts en op de kaap Punta de Fuencaliente, de zuidpunt van het eiland, met de Vuurtoren van Fuencaliente. 